# Ulisses Garcia
Ulisses Alexandre Garcia Lopes (Almada, 11 de janeiro de 1996) é um futebolista suíço nascido em Portugal que atua como lateral-esquerdo. Atualmente, defende o Olympique de Marseille.

## Carreira
Ulisses Garcia começou a carreira no Grasshopper.